# Eugene Victor Debs
Pour les articles homonymes, voir Debs.
Eugene Victor Debs, né le 5 novembre 1855 à Terre Haute dans l'Indiana et mort le 20 octobre 1926 à Elmhurst dans l'Illinois, est un homme politique américain socialiste, syndicaliste et révolutionnaire. Il est un des fondateurs du syndicat des Industrial Workers of the World (IWW, « Travailleurs Industriels du Monde »). Figure emblématique du mouvement socialiste américain au début du XXe siècle, il consacra sa vie à la cause des travailleurs qu'il qualifie de « devoir d'amour ». Son discours « Speech of sedition » (« Discours de sédition ») prononcé le 16 juin 1918 depuis la ville de Canton, dans l'Ohio, est connu dans le monde entier.
Il fut candidat du Parti socialiste d'Amérique aux élections présidentielles à cinq reprises.

## Les débuts de sa popularité
Eugene Victor Debs nait à Terre Haute dans l'Indiana, où il a vécu presque toute sa vie. Son père, Jean-Daniel Debs, est fils d'un bourgeois de Colmar, en Alsace (France) qui épouse une ouvrière avec laquelle il émigre aux États-Unis après l’échec de la révolution ouvrière de juin 1848 à Paris. Ses prénoms sont choisis en hommage aux écrivains Eugène Sue et Victor Hugo, sensibles au sort des ouvriers (voir notamment Les Misérables).
À l'âge de 14 ans, il quitte le foyer familial et travaille dans les chemins de fer et devient chauffeur. Il retourne chez lui en 1874 et travaille comme vendeur. L'année suivante il participe à la fondation de la nouvelle loge de la Fraternité des chauffeurs. Il progresse rapidement dans la fraternité, devenant d'abord assistant rédacteur en chef pour leur journal puis rédacteur en chef et grand secrétaire en 1880. En même temps, il devient un protagoniste incontournable dans la communauté et est élu à la législature de l'État de l'Indiana pour le Parti démocrate.
Les fraternités du rail sont des syndicats relativement conservateurs, plus concentrés sur la fourniture de services aux membres que dans la négociation collective. Debs devient peu à peu convaincu du besoin d'une approche plus globale et de la nécessité de la confrontation. Après sa nomination comme grand secrétaire, il organise, en 1893, l'un des premiers syndicats industriels aux États-Unis, le Syndicat américain des chemins de fer (ARU : American Railway Union). Le syndicat se bat et obtient satisfaction de la plupart de ses revendications en avril 1894 lors d'un conflit social contre le Great Northern Railway.

## Le soutien à la grève de Pullman
Plus tard, en 1894, Debs est emprisonné pour son soutien à la grève de l'entreprise de construction de wagons Pullman à Chicago dont les travailleurs appellent en renfort l'ARU en demandant le boycott des wagons de l'entreprise. Debs essaie de convaincre les cheminots de son syndicat que le boycott est trop risqué, étant donné l'hostilité conjointe de la compagnie de chemin de fer et du gouvernement fédéral, la fragilité du syndicat ARU, et la possibilité que d'autres syndicats brisent le boycott. Les membres du syndicat ne tiennent pas compte de ses remarques et refusent d'utiliser les wagons de l'entreprise Pullman, y compris les wagons transportant le courrier.
Le gouvernement fédéral intervient et obtient un référé contre le boycott car les cheminots bloquent les chemins de fer. Le gouvernement envoie l'armée au motif que le boycott empêche la livraison du courrier, ce qui cause des dommages estimés à 80 millions de dollars de l'époque. Une décision de la Cour suprême des États-Unis confirme la motivation du référé demandé par le gouvernement fédéral. Lors de son procès, Debs est défendu par l'avocat Clarence Darrow et est condamné à 6 mois de prison pour avoir violé le référé fédéral mais relaxé du délit d'obstruction de courrier.

## Leader socialiste

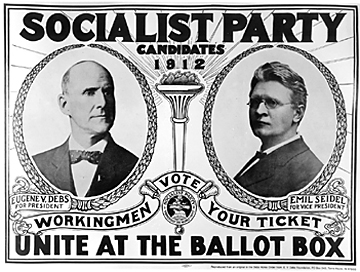
Affiche de campagne de l’élection présidentielle de 1912. Campagne présidentielle. Debs a plusieurs fois été le candidat du Parti socialiste d’Amérique au début du siècle.

Au moment de son arrestation, Debs n'est pas un socialiste. Néanmoins, pendant sa détention, il lit les œuvres de Karl Marx. Après sa libération en 1895, il commence sa carrière d'homme politique socialiste. L'expérience radicalise encore plus Debs. Il est candidat à l'Élection présidentielle américaine de 1900 comme membre du Social Democratic Party of America (en). Il est plus tard candidat du Parti socialiste d'Amérique en 1904, 1908, 1912 et 1920, passant cette dernière campagne en prison.
Debs demeure néanmoins sceptique quant au processus électoral : il se méfie des marchandages auxquels Victor L. Berger (en) et d'autres socialistes d'égout se prêtent pour gagner quelques postes au niveau local. Il accorde beaucoup plus de valeur à l'organisation des travailleurs, et particulièrement dans l'industrie. Debs voit la classe ouvrière comme la classe qui s'organise, s'éduque et s'émancipe par elle-même.
Debs est en même temps critique envers le syndicalisme apolitique de certains membres des IWW (Industrial Workers of the World). Supporter des IWW, il est encore plus critique avec ce qu'il considère comme de l'irresponsabilité politique à savoir : l'action directe et surtout le sabotage.
Même s'il critique le syndicalisme pur et simple des fraternités des chemins de fer ainsi que des syndicats d'artisans (les corporations) de l'AFL, Debs ne considère pas le racisme comme une forme particulière d'exploitation, mais comme un des aspects de l'exploitation capitaliste. Comme il l'écrit en 1903, le parti n'a « rien à offrir de spécifique au noir, et nous ne pouvons pas faire d'appel spécifique à toutes les races. Le Parti socialiste est le parti de la classe ouvrière, indifférent à la couleur : toute la classe ouvrière de toute la planète. »
Debs n'est cependant pas aveugle et dénonce le racisme à travers toute sa carrière socialiste, refusant de s'adresser à des audiences ségrégationnistes dans le Sud et condamnant le film de D. W. Griffith : Naissance d'une nation (Birth of a Nation).
Considéré comme un orateur charismatique qui utilise le vocabulaire chrétien, Debs use d'un style marqué par l'évangélisme bien qu'il ne montre que dédain pour les institutions religieuses. Comme le fait remarquer Heywood Broun, en citant un compagnon socialiste de l'orateur : « Ce vieil homme aux yeux brûlants croit en fait qu'il peut y avoir une fraternité entre les hommes. Et c'est la partie la plus drôle de tout ça : aussi longtemps qu'il sera là, j'y croirai moi aussi. »
Même s'il est parfois appelé le « Roi Debs », il est lui-même gêné par sa position de leader et dit dans une conférence dans l'Utah en 1910 : « Je ne suis pas un leader travailliste ; je ne veux pas que vous me suiviez ou quoi que ce soit d'autre ; si vous cherchez un Moïse pour vous guider en dehors de la folie capitaliste, vous resterez exactement là où vous êtes. Je ne vous guiderais pas jusqu'à la Terre Promise si je pouvais, parce que si je vous y menais, quelqu'un d'autre vous en sortirait. Vous devez utiliser vos têtes comme vos bras, et vous sortir de votre condition actuelle. »

## Les meilleurs résultats socialistes à des élections présidentielles américaines
Au fond humaniste, socialiste mais d'un socialisme qui rappelait celui des socialistes français de 1848, d'une foi rappelant celle du presbytérien Bryan en 1896, Eugene Debs réussit à attirer un Ouest contestataire d'abord passé par le mouvement de la Grange, puis par le mouvement greenback, puis par le populisme. Pour toutes ces raisons à la fois, il est compatible avec le petit peuple laborieux des mineurs de l'Ouest, des colons victimes des compagnies de chemin de fer, des bûcherons.
Si en 1900 il n'obtient pour sa première compétition électorale que 87 000 suffrages, soit 0,6 % des votes populaires, il en obtient 402 000 en 1904 (3 % des votes populaires). En 1908, il reste à 2,8 % mais en 1912, au sommet de la vague progressiste, au moment même où son apôtre et principal artisan Theodore Roosevelt tente sa chance, il atteint le meilleur score jamais obtenu par un candidat socialiste à ce type de scrutin : 6 % des votes populaires. L'Ouest précédemment décrit lui apporte la majeure partie de ses voix, pendant que le socialiste orthodoxe Reimer peine à en rassembler 29 000 sur son nom, essentiellement dans l'Est industriel et urbain. Son successeur à l'élection de 1916, Allan L. Benson, retombera à 3,2 %.

## Opposition à la Première Guerre mondiale

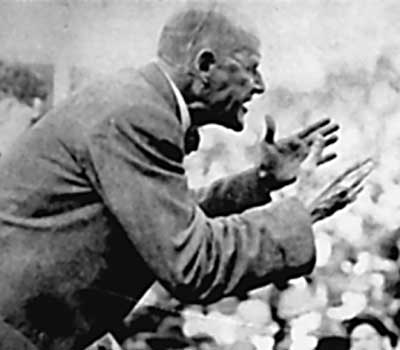
Debs fait un discours à Canton.

Le 16 juin 1918, à Canton dans l'Ohio, Eugene Debs prononce un discours dans lequel il exprime sa profonde opposition à l'engagement des États-Unis dans la Première Guerre mondiale, qui selon lui conduirait le pays à sa perte au vu des ravages qu'elle a déjà causés en Europe. Il est arrêté seulement quinze jours après avoir prononcé ce discours, en vertu de l'Espionnage Act réprimant toute parole hostile à l'armée. Il est condamné en septembre à dix ans de prison et déchu de ses droits électoraux à vie. Lors de la sentence, Debs fait l'un de ses plus célèbres discours :

« Votre honneur, il y a des années de cela, j'ai reconnu mon affinité avec tous les êtres vivants, et je me suis convaincu que je n'étais pas meilleur d'un iota que le plus misérable sur Terre. Je l'ai dit alors, et je le dis maintenant, que tant qu'il y aura une classe inférieure, j'en serai, et tant qu'il y aura un élément criminel, j'en serai, et tant qu'il y aura un être en prison, je ne serai pas libre. »

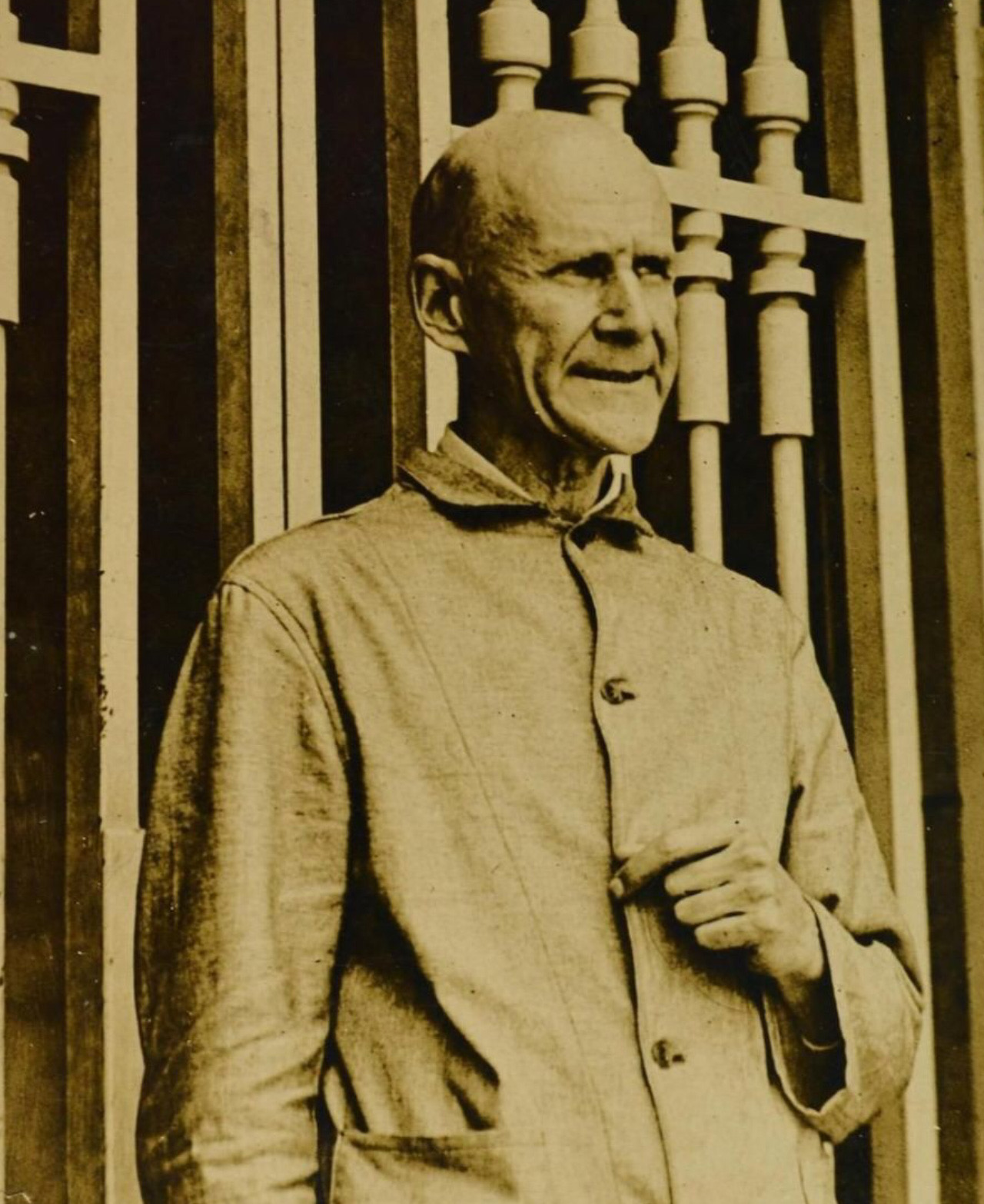
Debs au pénitencier d'Atlanta.

Debs fait appel de la décision devant la Cour suprême. Dans sa décision, "Debs contre les États-Unis", la Cour examine différents discours de Debs concernant la Première Guerre mondiale. Alors que Debs avait fait attention à ne pas faire de discours qui serait contraire à l'Espionage Act, la Cour considère qu'il avait toujours l'intention d'empêcher le recrutement pour la guerre. Parmi d'autres, la Cour cite les discours où Debs félicitait les personnes emprisonnées pour obstruction au recrutement. Le juriste Oliver Wendell Holmes explique que de son point de vue, la situation de Debs ressemblait à celle dans la décision de la Cour dans le cas "Schenck contre les États-Unis", dans lequel la Cour avait eu une analyse similaire.
Debs est emprisonné le 13 avril 1919. En protestation, Charles Ruthenberg (en) mène une manifestation de syndicalistes, socialistes, anarchistes et communistes qui dégénèrent en émeutes et violents affrontements avec la police le 1er mai 1919 à Cleveland dans l'Ohio.
Debs se présente néanmoins aux élections de 1920 alors qu'il est détenu au pénitencier fédéral d'Atlanta en Géorgie. Il obtient 913 664 voix (3,4 %), le deuxième meilleur score du parti socialiste jamais obtenu, avec un peu plus de voix mais moins en pourcentage que celui de 1912 (901 551 votes, 6,0 %). Debs écrit une série d'articles très critiques sur le système carcéral, qui sont publiés, du moins en ce qui concerne leurs parties les moins choquantes, dans son unique livre, Murs et Barreaux. Plusieurs chapitres ont été ajoutés de manière posthume.
Le 25 décembre 1921, le président Warren G. Harding gracie Debs qui est alors libéré. Debs meurt cinq ans plus tard à l'âge de 70 ans dans un sanatorium à Elmhurst dans l'Illinois.
En 1924, Eugène Debs est nommé de façon symbolique prix Nobel de la paix (qui n'a pas de lauréat cette année-là) par le socialiste finlandais Karl H. Wiik (en) qui justifie son choix en expliquant que « Debs commença à travailler activement pour la paix pendant la Première Guerre mondiale, surtout parce qu'il considérait la guerre dans l'intérêt du capitalisme. »
Il fait partie des personnalités dont John Dos Passos a écrit une courte biographie, au sein de sa trilogie U.S.A..

## Citations
- « Tant qu'il restera un homme en prison, je ne serai pas libre. » - Extrait d'un Discours aux dockers.
- « Je ne pourrai peut-être pas dire tout ce que je pense, mais je ne dirai rien que je ne pense pas. » - Discours de sédition - 1918.
- « Je m'oppose à un ordre social dans lequel il est possible pour un homme qui ne fait absolument rien d'amasser une fortune de centaines de millions de dollars, tandis que des millions d'hommes et de femmes qui travaillent tous les jours de leur vie sont à peine en sécurité pour une existence misérable. » Eugene V. Debs[6]